# خالد الهباس
خالد بن نايف الهباس (19 أبريل 1967 السعودية) دبلوماسي وأكاديمي وكاتب سعودي. يشغل منصب الأمين العام المساعد للشؤون السياسية بالأمانة العامة لجامعة الدول العربية، منذ مارس 2017، كما شغل منصب مستشار الأمين العام لجامعة الدول العربية منذ فبراير 2010، ومديراً لإدارة آسيا وأستراليا بالأمانة العامة لجامعة الدول العربية.
وبجانب العمل في المجال الدبلوماسي والأكاديمي قام بكتابة الكثير من المقالات الصحفية حول موضوعات محلية وسياسية إقليمية ودولية، في جريدة «عكاظ» و«الشرق الأوسط» و«الحياة».

## الحياة العلمية
تلقى تعليمه الابتدائي والمتوسط في مدارس روضة هباس، بينما حصل على الثانوية العامة من ثانوية السليمانية في الرياض عام 1985. حصل بعد ذلك على بكالوريوس علوم سياسية من جامعة الملك سعود عام 1990. واصل تعليمه العالي في الولايات المتحدة حيث حصل على ماجستير في الشئون العامة والدولية ودبلوم في الاقتصاد السياسي الدولي من جامعة بيتسبرغ عام 1993.
حصل على الدكتوراه في العلوم السياسية (العلاقات الدولية) من جامعة ووريك في بريطانيا عام 1999.

## الحياة المهنية
عمل خالد الهباس في وزارة الداخلية السعودية، إدارة التطوير الإداري، بعد تخرجه حتى يوليو 2003، ثم انتقل بعدها للحقل الأكاديمي حيث أنضم لقسم العلوم السياسية في جامعة الملك عبد العزيز أستاذاً مساعداً، وشارك خلال عمله الأكاديمي بالعديد من الأنشطة العلمية في كلية الاقتصاد والإدارة في الجامعة، وتم تكريمه على نشاطه العلمي في الأعوام 2007, 2008, 2010. كما تم ترقيته إلى أستاذ مشارك في يناير 2011، حيث نشر العديد من الدراسات العلمية المحكمة في عدد من الدوريات العربية، تناولت الأمن في منطقة الخليج والأمن القومي العربي ومسائل التنمية السياسية، والنظام الإقليمي العربي. كما ألف كتاب الأمن وصنع السياسة الأمنية (باللغة الإنجليزية) The Concept of National Security: A Note for Policymakers, 2010. كما شارك في عدد كبير من المؤتمرات المحلية والإقليمية التي تتناول الشأن المحلي والإقليمي في المجالين السياسي والاقتصادي.
تم تعيينه في فبراير 2010 في جامعة الدول العربية، حيث عمل مستشاراً لأمين عام الجامعة العربية للشئون السياسية. شارك خلال عمله في الجامعة العربية في كافة الاجتماعات التي يعقدها مجلس الجامعة على كافة المستويات (المندوبين، وزراء الخارجية، القمة), ومثل الأمين العام في عدد من المناسبات المختلفة. وفي مارس 2017 تم تعيينه أميناً عاماً مساعداً للشؤون السياسية بجامعة الدول العربية.
وفي عام 2022 تم تعيينه مديرا عاما للإدارة العامة للمنظمات الاقليمية بوزارة الخارجية السعودية. وأستاذا مشاركا للعلوم السياسية بجامعة الملك عبدالعزيز عام 2023. كما تم تعيينه مستشارا في المركز السعودي للشراكات الاستراتيجية الدولية عام 2025.

## النشاط الإعلامي
بالإضافة إلى العمل في المجال الحكومي والأكاديمي والدبلوماسي، له مساهمات دائمة في المجال الاعلامي والصحفي حول عدد من المواضيع المحلية والإقليمية والدولية. كان كاتباً أسبوعياً في صفحة الرأي في جريدة عكاظ خلال الفترة 2006 إلى 2010. كذلك يكتب مقالات الرأي في صحف أخرى، مثل جريدة الحياة وجريدة الشرق الأوسط. كما يشارك في التعليق على الأحداث الإقليمية والدولية في عدد من القنوات الفضائية والمحلية.